# 黄春才
黄春才（1976年—），湖南永兴县三塘乡人，被称为“中国的象人”，他的面部长有巨大的神经纤维瘤，是世界上已知面部肿瘤最大的“象人”。
黄春才4岁时被确诊为神经纤维瘤，但因当时医疗条件所限而未能进行手术。此后他面部的肿瘤越长越大，10岁起便辍学在家。此后21年他再也没有走出过村庄。他的脊椎因为悬着巨大的肿瘤而出现严重畸形，听力与说话功能也几乎失去。2007年通过媒体报道，他的遭遇开始为世人所知。同年广州复大肿瘤医院决定为其治疗，已为他进行了三次手术。